# Republika Massa
Republika Massa (italsky Repubblica di Massa) byl malý stát ve střední Itálii v letech 1225–1336. Jeho hlavním městem bylo Massa Marittima, které bylo od roku 1216 podřízeno Pise. Massa se díky tomu mohla těšit vojenské ochrany ze strany Pisy. Městský stát posléze expandoval do horní Maremmy. Za svůj rozmach vděčila Massa zejména úpadku starobylého města Populonia, které bylo silně závislé na těžbě železné rudy. Obchodování se železem bylo citelně ochromeno vzestupem pirátství, načež Massu si vybrali za své sídlo také tamní biskupové. Postupně se tak prosperita přesunula na Massu a ve 13. století se republika stala lokální obchodní mocností také díky bohatým nalezištím mědi, kamence a stříbra. Toho času prudce vzrostl počet obyvatel a jejich bohatství. Účastnila se bojů mezi guelfy a ghibeliny na straně guelfů, zejména na straně Sienské republiky, ale mezi oběma republikami došlo ke sporu o hrad Gerlaco a městečko Montieri, kde se nacházely stříbrné doly. V roce 1336 byla Massa pohlcena Sienskou republikou.

## Galerie

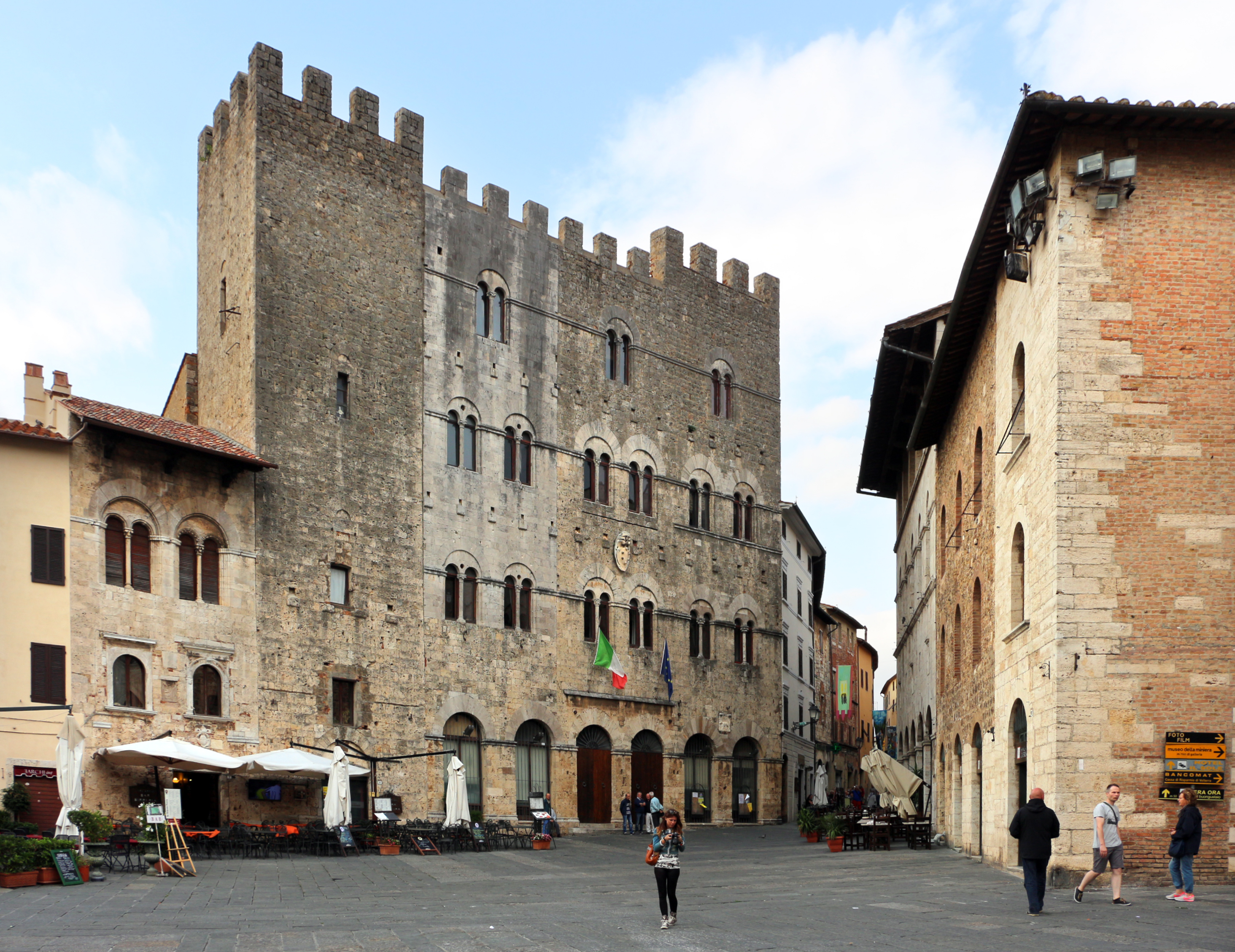
palác v Masse Marttimě
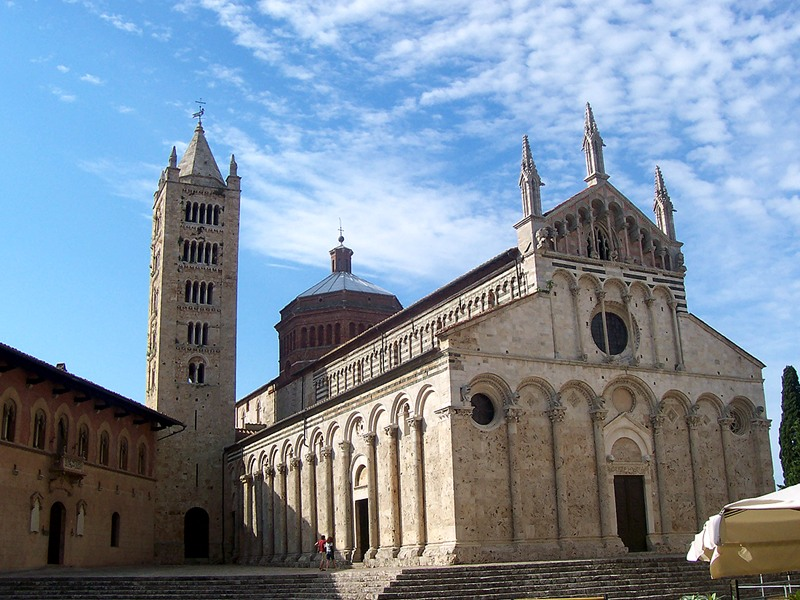
katedrála v Masse Marittimě dostavěná ve 14. století
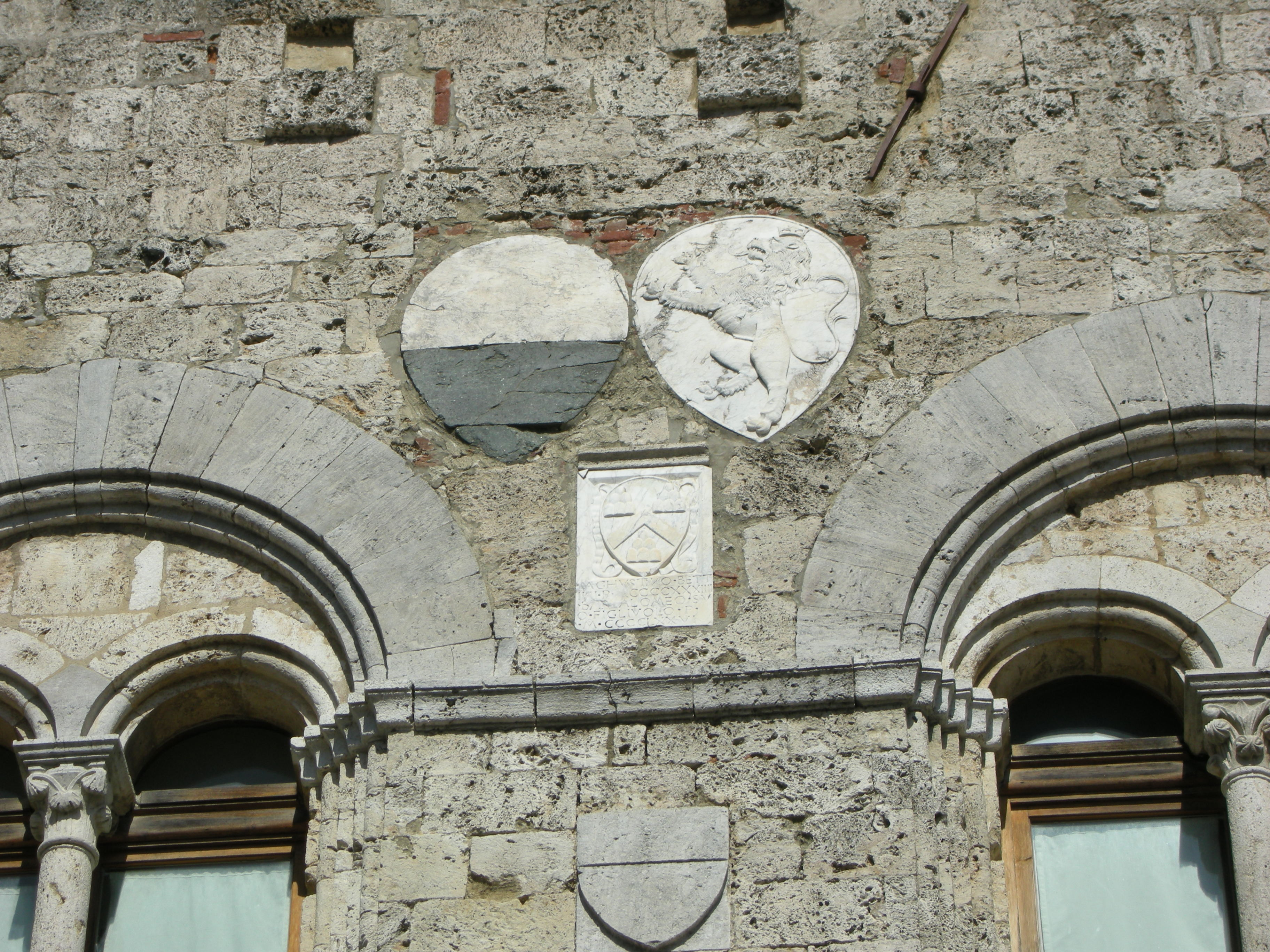
znak republiky Massy a znak Sienské republiky značící spojenectví, Palazzo del Podestà, Massa
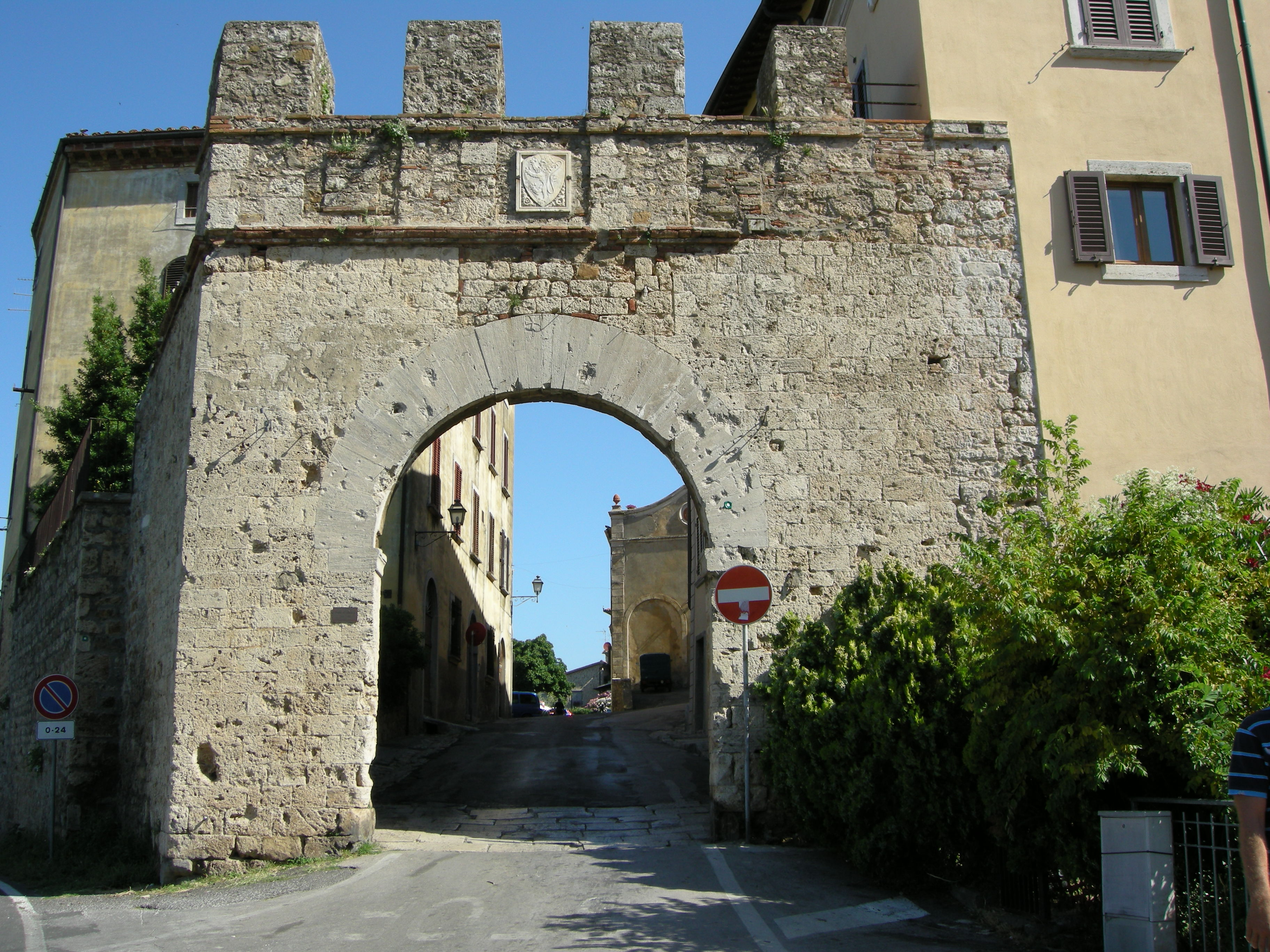
brána Porta al Salnitro, kterou pronikli sienské oddíly do města
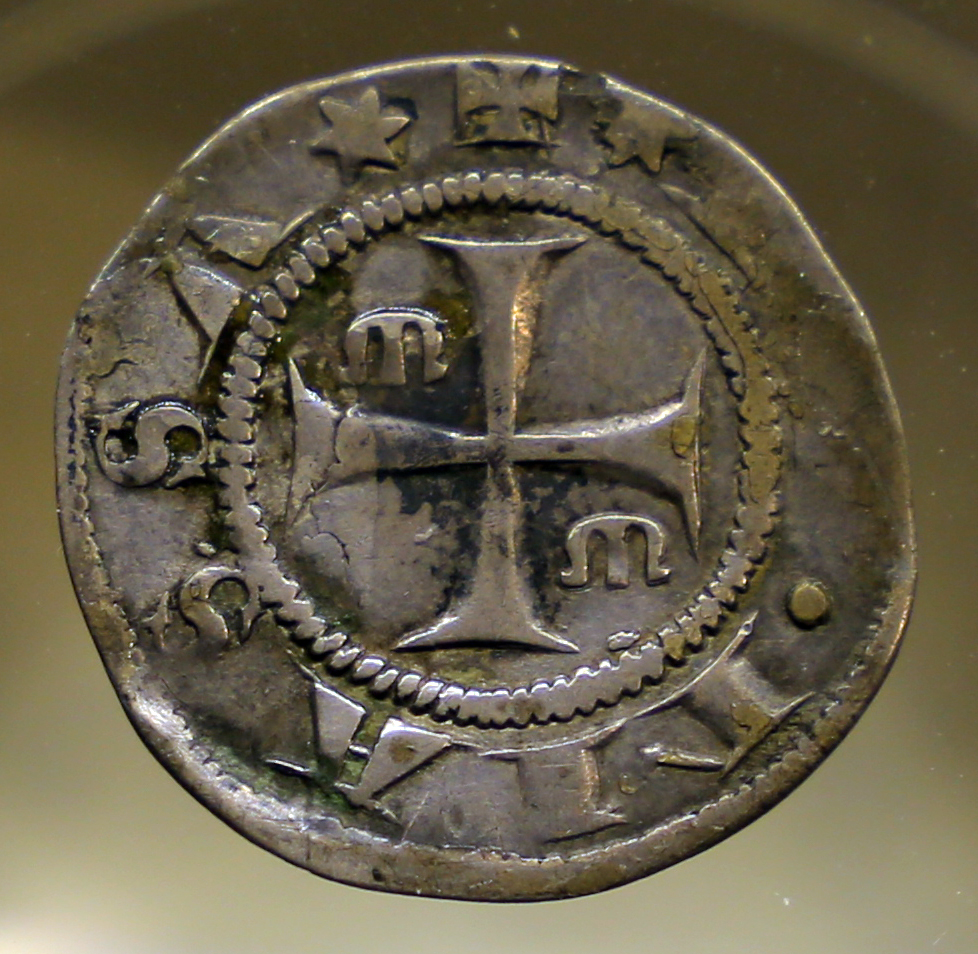
republikou ražená mince Grosso agontano massano
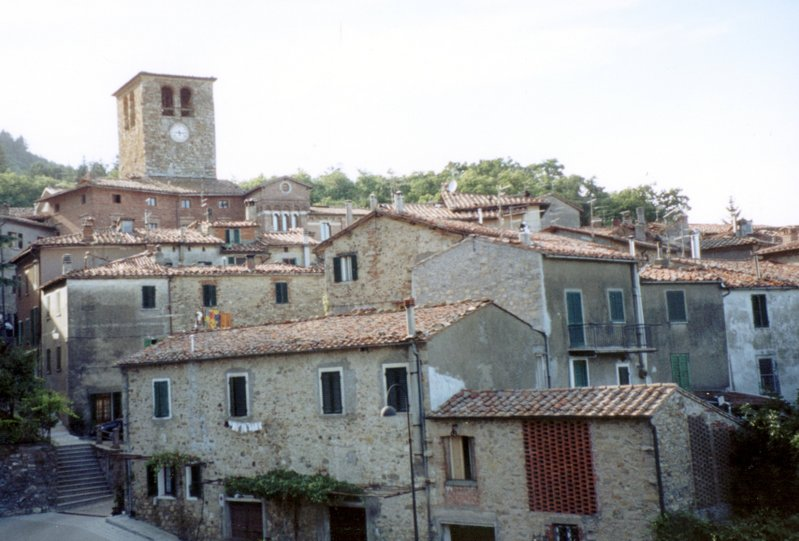
Montieri, kde se nacházely stříbrné doly